# Jan Bryl
Jan Bryl (ur. 17 stycznia 1885 w Mikołajowice, zm. 26 marca 1945 w Krakowie) – polski polityk, działacz PSL „Piast”.

## Życiorys
Urodził się 17 stycznia 1885 roku w Mikołajowicach. Ukończył gimnazjum w Tarnowie i politechnikę we Lwowie (inżynier). Prezes Bratniej Pomocy Politechniki Lwowskiej i Koła im. Tadeusza Kościuszki Towarzystwa Szkoły Ludowej. W latach 1910–1911 służył w armii austriackiej, następnie inżynier w Wydziale Krajowym we Lwowie, w latach 1912–1919 prowadził własne biuro budowlane we Lwowie. Członek PSL „Piast” (1914–1921 w Naczelnej Radzie Ludowej, 1918–1923 członek. ZG 1921–1923 członek RN). W grudniu 1923 współorganizator Polskiego Związku Ludowców (w parlamencie tzw. brylowcy), który w maju 1924 roku połączył się z PSL-Lewicą, tworząc Związek Chłopski (wiceprezes Tymczasowego ZG, następnie członek RN i ZG, prezes.Od stycznia 1926 roku działał w nowo utworzonym Stronnictwie Chłopskim (członek RN, 1926–1928 prezes Zarządu Wojewódzkiego we Lwowie, w 1928 roku członek Centralnego Komitetu Wykonawczego). W latach 1924–1928 wydawca tygodnika „Sprawa Chłopska” we Lwowie. Od 1931 roku w SL: prezes Zarządu Powiatowego we Lwowie i 1933–1937 członek RN. Zmarł 12 stycznia 1945 roku w Krakowie. Pochowany na cmentarzu Rakowickim w Krakowie (pas 57, rząd wschodni, grób 5).

## Działalność polityczna
Poseł na Sejm Ustawodawczy (1919–1922) (sekretarz Sejmu) i Sejm I kadencji (1922–1927). W 1919 mandat uzyskał z listy nr 9 (PSL „Piast”), okręg wyborczy nr 42 (Tarnów); w 1922 roku z listy państwowej nr 1, z której wszedł, wybrany również w okręgu wyborczym nr 51 (Lwów); w 1928 roku z listy państwowej nr 10 (nie złożył ślubowania, zrzekł się mandatu 27 marca 1928).